# Torku Şekerspor
Torku Şekerspor ist ein türkisches Straßenradsportteam mit Sitz in Konya.
Die Mannschaft wurde 2005 unter dem Namen Hemus 1896 Aurora 2000 Berchi gegründet und nahm bis 2007 als Continental Team an den UCI Continental Circuits teil. Die nächsten zwei Jahre fuhren sie als national registriertes Team und seit 2010 wieder als Continental Team unter dem Namen Hemus 1896-Vivelo. 2011 und 2012 hieß die Mannschaft Konya Torku Şeker Spor-Vivelo und wurde mit türkischer Lizenz registriert.
Manager ist Mehmet Cinar, der von den Sportlichen Leitern Aziz Ay, Top Hasan Serkan, Sadettin Kızıl, Mehmet Safakci und Ergün Esenkaya unterstützt wird.
Der bis dahin größte Erfolg des Teams wurde bei der Türkei-Rundfahrt 2012 durch den Bulgaren Iwajlo Gabrowski erzielt, welcher allerdings positiv auf das Dopingmittel Erythropoetin getestet und disqualifiziert wurde. Auch bei der Türkei-Rundfahrt 2013 war das Team mit Mustafa Sayar erfolgreich, der im Vorjahr noch den drittletzten Platz belegte. Allerdings wurde im Juli 2013 bekannt, dass er mehrere Wochen vor diesem Rennen ebenfalls positiv auf EPO getestet wurde.

## Saison 2018

### Erfolge in der UCI Asia Tour
In den Rennen der UCI Asia Tour Saison 2018 der UCI Asia Tour gelangen die nachstehenden Erfolge.
| Datum    | Rennen                         | Kat. | Sieger      |
| -------- | ------------------------------ | ---- | ----------- |
| 30. Juli | 9. Etappe Tour of Qinghai Lake | 2.HC | Onur Balkan |

### Erfolge in der UCI Europe Tour
In den Rennen der UCI Europe Tour Saison 2018 der UCI Europe Tour gelangen die nachstehenden Erfolge.
| Datum         | Rennen                                | Kat. | Sieger            |
| ------------- | ------------------------------------- | ---- | ----------------- |
| 3. März       | 2. Etappe Tour of Mediterrennean      | 2.2  | Onur Balkan       |
| 4. März       | 3. Etappe Tour of Mediterrennean      | 2.2  | Onur Balkan       |
| 2.–4. März    | Gesamtwertung Tour of Mediterrennean  | 2.2  | Onur Balkan       |
| 23. März      | 2. Etappe Tour of Cartier             | 2.2  | Cristian Raileanu |
| 22.–25. März  | Gesamtwertung Tour of Cartier         | 2.2  | Cristian Raileanu |
| 30. März      | 2. Etappe Tour of Fatih Sultan Mehmet | 2.2  | Batuhan Özgür     |
| 3. Mai        | 1. Etappe Tour of Mesopotamia         | 2.2  | Nazim Bakirci     |
| 4. Mai        | 2. Etappe Tour of Mesopotamia         | 2.2  | Ivan Balykin      |
| 6. Mai        | 4. Etappe Tour of Mesopotamia         | 2.2  | Onur Balkan       |
| 3.–6. Mai     | Gesamtwertung Tour of Mesopotamia     | 2.2  | Nazim Bakirci     |
| 19. Juni      | 2. Etappe Tour of Mevlana             | 2.2  | Ivan Balykin      |
| 18.–21. Juni  | Gesamtwertung Tour of Mevlana         | 2.2  | Onur Balkan       |
| 16. September | 3. Etappe Tour of Cappadocia          | 2.2  | Onur Balkan       |
| 29. September | 3. Etappe Tour of Black Sea           | 2.2  | Batuhan Özgür     |

### Erfolge bei den Nationalen Straßen-Radsportmeisterschaften
In den Rennen zu den Nationalen Straßen-Radsportmeisterschaften 2018 gelangen die nachstehenden Erfolge.
| Datum   | Rennen                                     | Sieger      |
| ------- | ------------------------------------------ | ----------- |
| 5. Juli | Türkische Meisterschaft – Einzelzeitfahren | Onur Balkan |

## Saison 2017

### Erfolge in der UCI Africa Tour
In den Rennen der UCI Africa Tour Saison 2017 der UCI Africa Tour gelangen die nachstehenden Erfolge.
| Datum      | Rennen                                              | Kat. | Sieger       |
| ---------- | --------------------------------------------------- | ---- | ------------ |
| 5. Februar | Les Challenges de la Marche Verte – GP Oued Eddahab | 1.2  | Ivan Balykin |
| 6. Februar | Les Challenges de la Marche Verte – GP Al Massira   | 1.2  | Ahmet Örken  |

### Erfolge in der UCI Asia Tour
In den Rennen der UCI Asia Tour Saison 2017 der UCI Asia Tour gelangen die nachstehenden Erfolge.
| Datum    | Rennen                          | Kat. | Sieger      |
| -------- | ------------------------------- | ---- | ----------- |
| 19. Juli | 4. Etappe Tour of Qinghai Lake  | 2.HC | Ahmet Örken |
| 26. Juli | 10. Etappe Tour of Qinghai Lake | 2.HC | Ahmet Örken |

### Erfolge in der UCI Europe Tour
In den Rennen der UCI Europe Tour Saison 2017 der UCI Europe Tour gelangen die nachstehenden Erfolge.
| Datum    | Rennen                                    | Kat. | Sieger       |
| -------- | ----------------------------------------- | ---- | ------------ |
| 12. Mai  | 2. Etappe Tour of Ankara                  | 2.2  | Ivan Balykin |
| 3. Juni  | 2b. Etappe Tour of Bihor - Bellotto (EZF) | 2.2  | Ivan Balykin |
| 17. Juni | 2. Etappe Serbien-Rundfahrt               | 2.2  | Luca Chirico |
| 18. Juni | 3. Etappe Serbien-Rundfahrt               | 2.2  | Ahmet Örken  |

### Erfolge bei den Nationalen Straßen-Radsportmeisterschaften
In den Rennen zu den Nationalen Straßen-Radsportmeisterschaften 2017 gelangen die nachstehenden Erfolge.
| Datum    | Rennen                                     | Sieger      |
| -------- | ------------------------------------------ | ----------- |
| 29. Juni | Türkische Meisterschaft – Einzelzeitfahren | Ahmet Örken |

## Platzierungen in UCI-Ranglisten
UCI Africa Tour
| Saison | Mannschaftswertung | Fahrerwertung                              |
| ------ | ------------------ | ------------------------------------------ |
| 2010   | -                  | -                                          |
| 2011   | 12.                | Miraç Kal (76.)                            |
| 2012   | 10.                | Wolodymyr Bileka (58.)                     |
| 2013   | 6.                 | Mustafa Sayar (14.) 1 Andrei Misurow (77.) |
| 2014   | -                  | -                                          |
| 2015   | 6.                 | Tomasz Marczyński (23.)                    |
| 2016   | -                  | -                                          |

UCI Asia Tour
| Saison    | Mannschaftswertung | Fahrerwertung           |
| --------- | ------------------ | ----------------------- |
| 2010-2011 | -                  | -                       |
| 2012      | 50.                | Wolodymyr Bileka (168.) |
| 2013      | 12.                | Andrei Misurow (17.)    |
| 2014      | 30.                | Ahmet Örken (32.)       |
| 2015      | 36.                | Ahmet Örken (53.)       |
| 2016      | -                  | -                       |

UCI Europe Tour
| Saison | Mannschaftswertung | Fahrerwertung                                 |
| ------ | ------------------ | --------------------------------------------- |
| 2010   | 34.                | Wladimir Koew (31.)                           |
| 2011   | 33.                | Wladimir Koew (90.)                           |
| 2012   | 57.                | Jurij Metluschenko (165.)                     |
| 2013   | 48.                | Mustafa Sayar (52.) 1 Serhij Hretschyn (108.) |
| 2014   | 72.                | Feritcan Şamlı (331.)                         |
| 2015   | 20.                | Ahmet Örken (51.)                             |
| 2016   | 59.                | Ahmet Örken (441.)                            |